# Madahoplia griseosetosa
Madahoplia griseosetosa är en skalbaggsart som beskrevs av Leon Fairmaire 1897. Madahoplia griseosetosa ingår i släktet Madahoplia och familjen Melolonthidae. Inga underarter finns listade i Catalogue of Life.